# 承天寺 (银川)
承天寺是一座银川的寺院。位于宁夏回族自治区银川市兴庆区，始建于西夏垂圣元年（1050年）。

## 历史
西夏天祐垂圣元年（1050年）三月二十五日，西夏太后没藏皇后（宣穆惠文皇后）为年仅1岁即位的儿子夏毅宗李谅祚祈福而建，取“承天顾命，册制临轩”之意，故名承天寺。
5年后，承天寺正式建成。
承天寺建成后，成为了西夏的一处重要的佛事地点，举办皇家法会和各种重要的佛事活动，各国僧人在此翻译经书、开坛讲法。西夏皇帝、太后和贵族经常到承天寺听高僧讲经。西夏福聖承道三年(西元1055年),又將宋朝所賜的汉文《大藏經》藏于寺内。
明朝洪武年间，承天寺已毁，仅剩承天寺塔。此后明庆靖王朱栴曾主持重修承天寺并作诗纪念。
1941年，西北著名高僧法幢宗释心道法师（1905-1968）应宁夏佛教界名流公推法师为银川西塔承天寺方丈。释心道法师驻锡银川承天寺，使得这座古老的佛教寺院重焕生机。
中华人民共和国成立之后，承天寺成为宁夏博物馆所在地，承天寺塔也被重点保护。

## 布局
承天寺建筑整体建筑在一个高大的台基之上。现存建筑坐西朝东，由前后两进院落组成。殿屋廊宇，规模宏大；前院是五佛殿和承天寺塔；后院有韦驮殿和卧佛殿。殿宇之间，以重檐砖雕垂花门和围墙连接，形成四合院式的院中院。
坐落在外院的五佛殿与佛塔同建在一条东西向的中轴线上。外院院落宽阔，古树参天，松柏长青，肃穆宁静 。

## 名僧

### 释心道
1941年，西北著名高僧法幢宗释心道法师（1905-1968）任银川西塔承天寺方丈，同时成立宁夏省佛教会任理事长。
释心道湖北荆州松滋县人，毕业于闽南佛学院，后任教于福州鼓山佛学院，1931年任福州鼓山佛学院教授、教务主任。18岁出家为僧，先后求学于释太虚、李叔同、釋虛雲等高僧，1933年于上海法藏寺接天台宗43世法脉，1940年在湖北章华寺接临济宗50世法脉。
1934年，他遵恩师湖北章华寺方丈净月上人之命远赴青海塔尔寺学习藏密，他在旅途中目睹西北佛教戒律松弛、佛教式微的现象，立志在西北弘法。在塔尔寺求学期间，他研习密典，精研五明，受到九世班禅赏识，受学于阿嘉活佛、恩久活佛等，被恩久活佛授记赐名“丹巴增贝堪布”，后殊获“班智达”学位。
他在西北地区弘法15年，恢复寺院数十座，精通显密，持戒精严，提倡僧众劳动生产、自给自足，重振西北佛教衰颓的风气。在抗日战争期间，创办“西北佛教周报社”自任社长，主编《西北佛教周刊》，在西安兴善寺组织“中国佛教徒地服务僧尼救护队”，自任总队长，曾赴抗日战争前线救护伤员。释心道法师驻锡银川承天寺，使得这座古老的佛教寺院重焕生机。

### 註解
1. ↑  有观点认为这里的寺庙建造是指包括塔在内的全部寺庙建筑，这使得塔和寺的建造时间出现了争议

### 來源
1. ↑  《嘉靖宁夏新志·夏国皇太后新建承天寺瘗佛顶骨舍利碑》：“天祐纪历，岁在摄提，季春廿五日壬子”
2. ↑  陈炳应著. . 银川: 宁夏人民出版社. 1985: 508. CSBN 11157·24.
3. ↑  许成，吴峰云著. . 银川: 宁夏人民出版社. 1986: 73. ISBN 7-227-00251-9.
4. ↑  《嘉靖宁夏新志》：役兵民數萬,相妥興慶府西偏起大寺,貯經其中,賜額”承天“,延回鶻(即紇)僧座演經，沒藏氏與諒祚時臨聽。
5. 1 2  王运天; 梁一仁; 兰州大学. . 兰州大学.   [2020-05-12]. （原始内容存档于2020-06-17）.
6. ↑  . 凤凰网. 2011-05-18  [2015-01-28]. （原始内容存档于2020-06-17） （中文（中国大陆））.